# N,N'-diacetilegionaminat sintaza
N,N'-diacetilegionaminat sintaza (EC 2.5.1.101, neuB (gen), legI (gen)) je enzim sa sistematskim imenom fosfenolpiruvat:2,4-diacetamido-2,4,6-tridezoksi-alfa-D-mannopiranoza 1-(2-karboksi-2-oksoetil)transferaza. Ovaj enzim katalizuje sledeću hemijsku reakciju
2,4-diacetamido-2,4,6-tridezoksi-alfa-D-manopiranoza + fosfenolpiruvat + H2O {\displaystyle \rightleftharpoons } '-diacetillegionaminat + fosfat
Za dejstvo ovog enzima je neophodan divalentni metalni jon, poput Mn2+. Enzim je izolovan iz bakterija Legionella pneumophila i Campylobacter jejuni, gde učestvuje u biosinteza legionaminske kiseline.

## Literatura
- Nicholas C. Price; Lewis Stevens (1999). Fundamentals of Enzymology: The Cell and Molecular Biology of Catalytic Proteins (Third изд.). USA: Oxford University Press. ISBN 019850229X.
- Eric J. Toone (2006). Advances in Enzymology and Related Areas of Molecular Biology, Protein Evolution (Volume 75 изд.). Wiley-Interscience. ISBN 0471205036.
- Branden C; Tooze J. Introduction to Protein Structure. New York, NY: Garland Publishing. ISBN 0-8153-2305-0.
- Irwin H. Segel. Enzyme Kinetics: Behavior and Analysis of Rapid Equilibrium and Steady-State Enzyme Systems (Book 44 изд.). Wiley Classics Library. ISBN 0471303097.

## Spoljašnje veze
- N,N'-diacetyllegionaminate+synthase на 